# Hohenweddrien
Hohenweddrien ist ein Ortsteil der Gemeinde Rosche mit rund 47 Einwohnern. Hohenweddrien liegt im Osten des niedersächsischen Landkreises Uelzen.

## Geografische Lage

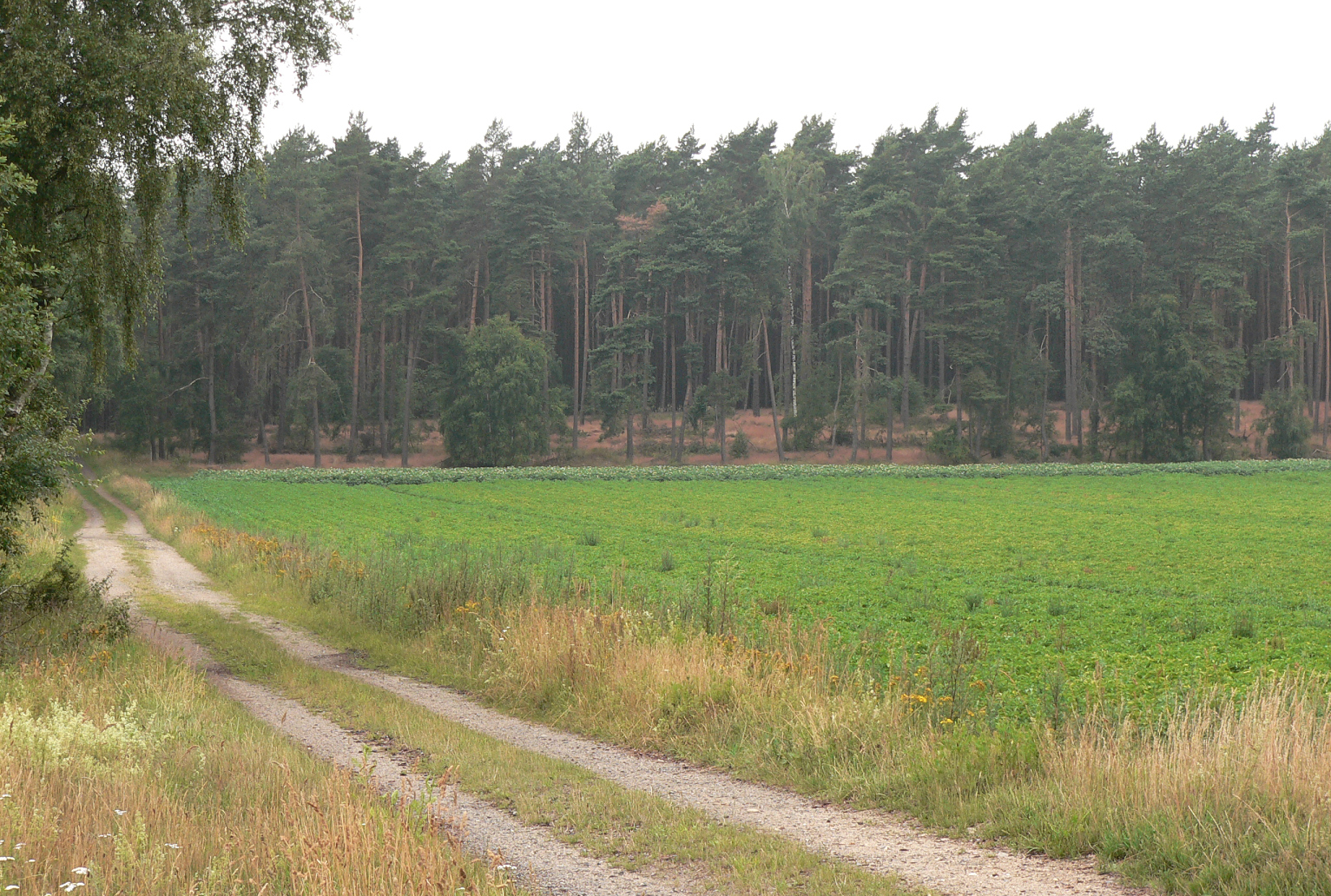
Waldrand des Hohenweddriener Forstes, nahe dem Bauernhof Berg, am westlichen Rand Hohenweddriens

Hohenweddrien liegt im Erdmoränenhöhenzug Drawehn, 900 Meter südlich der Bundesstraße 493 und nördlich des Hohenweddriener Forstes. Benachbarte Dörfer sind Polau, nordwestlich von Hohenweddrien (NW), Retzien nördlich von Hohenweddrien (N), Gauel, nordöstlich von Hohenweddrien (NO), Zarenthien ebenfalls nordöstlich von Hohenweddrien gelegen (NO), Braudel, südöstlich von Hohenweddrien (SO), St. Omer südlich von Hohenweddrien (S) und Dallahn südwestlich von Hohenweddrien (SW).

## Geschichte
Am Ende des 19. und am Anfang des 20. Jahrhunderts bestand das Dorf aus 6 Hofanlagen, allesamt Bauernhöfe, heute sind nur noch 3 ehemalige Hofanlagen Bauernhöfe. Von 1949 bis 1972 gab es eine Gemeinde Hohenweddrien. Der ehemalige Gemeindebürgermeister Hermann Bunge lebt immer noch in Hohenweddrien und ist Dorfältester. 1972 wurde die Gemeinde zu der Gemeinde Rosche eingemeindet.

## Ursprung des Namens
In der Gemeinde Göhrde im benachbarten Landkreis Lüchow-Dannenberg gibt es ein Dorf namens „Weddrien“, das ebenfalls im Erdmoränenhöhenzug Drawehn liegt, genauer gesagt in einem Tal. Um das Jahr 1390 sind einige Menschen aus Weddrien nach Südwesten gewandert (SW) und haben sich auf dem Hohen Weddrien, den sie so getauft haben, niedergelassen und das Dorf Hohenweddrien genannt, wegen des Hohen Weddrien, der 105 Meter über dem Meeresspiegel liegt, anders, als in ihrer vorherigen Heimat, dem Tal.